# Toxitiades subustus
Toxitiades subustus là một loài bọ cánh cứng trong họ Cerambycidae.